# Cantone di Navarrenx
Il Cantone di Navarrenx era una divisione amministrativa dell'arrondissement di Oloron-Sainte-Marie.
È stato soppresso a seguito della riforma complessiva dei cantoni del 2014, che è entrata in vigore con le elezioni dipartimentali del 2015.
Comprendeva i comuni di:
- Angous
- Araujuzon
- Araux
- Audaux
- Bastanès
- Bugnein
- Castetnau-Camblong
- Charre
- Dognen
- Gurs
- Jasses
- Lay-Lamidou
- Lichos
- Méritein
- Nabas
- Navarrenx
- Ogenne-Camptort
- Préchacq-Josbaig
- Préchacq-Navarrenx
- Rivehaute
- Sus
- Susmiou
- Viellenave-de-Navarrenx